# Álvaro Gómez (Schwimmer)
Álvaro Gómez (* 1937) ist ein ehemaliger kolumbianischer Schwimmer.
Gómez war 1956 bei den Olympischen Spielen in Melbourne Mitglied des dreiköpfigen kolumbianischen Schwimmteams. Über 200 Meter Brust wurde er in seinem Vorlauf wegen Einsatzes einer regelwidrigen Schwimmtechnik disqualifiziert.
Bei den Zentralamerika- und Karibikspielen 1959 in Caracas holte Gómez mit der kolumbianischen Staffel die Bronzemedaille über 4 × 100 Meter Lagen.